# 赵家街道
赵家街道，是中华人民共和国重庆市开州区下辖的一个乡镇级行政单位。

## 行政区划
赵家街道下辖以下地区：
安和社区、朝阳社区、帅兴社区、姚家村、柳池村、赵市村、蔡家村、渔乐村、清桥村、和平村、长安村、帽合村、茶竹村、周都村、茶道村、梅池村、南山村、丕家村、开竹村、宁定村、青云村、阳坪村和保丰村。